# Stockåstjärnen
Stockåstjärnen är en sjö i Rättviks kommun i Dalarna och ingår i Dalälvens huvudavrinningsområde. Sjön har en area på 0,143 kvadratkilometer och ligger 256,4 meter över havet. Sjön avvattnas av vattendraget Lillälven (Tängerströmmen).

## Delavrinningsområde
Stockåstjärnen ingår i det delavrinningsområde (679582-147375) som SMHI kallar för Utloppet av Stockåstjärnen. Medelhöjden är 298 meter över havet och ytan är 4,69 kvadratkilometer. Räknas de 6 avrinningsområdena uppströms in blir den ackumulerade arean 60,95 kvadratkilometer. Lillälven (Tängerströmmen) som avvattnar avrinningsområdet har biflödesordning 2, vilket innebär att vattnet flödar genom totalt 2 vattendrag innan det når havet efter 321 kilometer. Avrinningsområdet består mestadels av skog (84 procent). Avrinningsområdet har 0,22 kvadratkilometer vattenytor vilket ger det en sjöprocent på 4,8 procent.